# گراند کورنیر
گراند کورنیر (به لاتین: Grand Cornier) یک کوه در سوئیس است که در کانتون وله واقع شده‌است. گراند کورنیر ۳٬۹۶۲ متر بالاتر از سطح دریا واقع شده‌است.